# همشهریان من
همشهریان من (کره‌ای: 국민 여러분!; لاتین‌نویسی اصلاح‌شده: Gungmin Yeoreobun) یک مجموعهٔ تلویزیونی کره جنوبی سال ۲۰۱۹ با بازی چوی شی-وون، لی یو-یونگ و کیم مین-جونگ است. این مجموعه از ۱ آوریل تا ۲۸ مه ۲۰۱۹ از کی‌بی‌اس۲ برای ۱۶ قسمت پخش شد.

## بازیگران

### اصلی
- چوی شی-وون در نقش یانگ جونگ-کوک[۷][۸]
- لی یو-یونگ در نقش کیم می-یونگ[۹][۱۰]
- کیم مین-جونگ در نقش پارک هو-جا[۹][۱۰]

## اقتباس آمریکایی
در مارس ۲۰۲۲، شرکت پخش رسانه‌ای آمریکا سفارش ساخت اقتباسی آمریکایی از این مجموعه با عنوان شراکتی که نگاه می‌داری با بازی میلو ونتیمیگلیا را داد. این مجموعه به نویسندگی جولیا کوهن و تهیه‌کنندگی تلویزیون بیستم است. در آوریل و مه ۲۰۲۲، کاترین هنا و ویلیام فیکنر به ترتیب به گروه بازیگران پیوستند.